# Euphorbia tessmannii
Euphorbia tessmannii là một loài thực vật có hoa trong họ Đại kích. Loài này được Mansf. mô tả khoa học đầu tiên năm 1929.